# Biserica Sfântul Anton de Padova din Iași
Biserica „Sfântul Anton de Padova” din Iași este o biserică romano-catolică construită în perioada 1991-1995 pentru comunitatea romano-catolică din cartierul Dacia al municipiului Iași. Este situată pe strada Tabacului nr. 2, în apropiere de fosta Fabrică de Țigarete.

## Istoric

### Fondarea parohiei
Până la Revoluția din decembrie 1989, în municipiul Iași exista o singură biserică romano-catolică și anume Biserica „Adormirea Maicii Domnului”, care servea și drept catedrală episcopală. În cartierul Dacia nu existau până atunci nicio biserică sau vreo altă clădire culturală: cinema, teatru sau muzeu. Având în vedere greutățile mari în ceea ce privește păstorirea credincioșilor romano-catolici din orașul Iași, în anul 1991 s-a început construirea a două noi biserici: Biserica „Sf. Anton de Padova”, la intersecția cartierelor Alexandru cel Bun și Dacia, și Biserica „Sf. Tereza a Pruncului Isus”, în cartierul Nicolina.
La inițiativa episcopului romano-catolic de Iași, Petru Gherghel, în anul 1991 s-a început construirea Bisericii „Sf. Anton de Padova” pe un teren viran din cartierul Dacia, în apropiere de Fabrica de Țigarete. Proiectul a fost realizat de arhitectul Mihai Maica, autorul proiectelor mai multor biserici catolice de pe teritoriul Diecezei de Iași. Primele slujbe religioase au fost oficiate începând din 1993 în demisolul clădirii, după turnarea plăcii acoperitoare. Fondurile pentru construcția bisericii au provenit de la unele comunități catolice din străinătate și, în primul rând, de la credincioșii romano-catolici din oraș. Construcția bisericii a fost finalizată în 1995.
Lăcașul de cult a fost inaugurat în ziua de 13 iunie 1995, de sărbătoarea Sf. Anton de Padova, prin celebrarea unei Sfinte Liturghii de către episcopul romano-catolic de Iași, Petru Gherghel, la care au participat preoți de la Episcopie, de la celelalte parohii din Iași, de la Institutul Teologic și un mare număr de credincioși. Începând de la acea dată, biserica a funcționat ca filială a Parohiei „Adormirea Maicii Domnului” din Iași (Catedrala Episcopală), celebrându-se sfânta liturghie în fiecare duminică la orele 11.00 și la sărbătorile religioase. 
Printr-un decret episcopal din 1 iunie 1996, episcopul Petru Gherghel a hotărât despărțirea filialei „Sf. Anton” - Dacia de Parohia „Adormirea Maicii Domnului” din Iași și constituirea ei ca parohie de sine stătătoare.  Tot în aceeași zi, a numit primul paroh în persoana pr. Iosif Comorașu. În prezența episcopului, s-a celebrat la 13 iunie 1996 Sfânta Liturghie solemnă de inaugurare și de luare în primire din partea noului paroh.

### Parohia în prezent
Începând din anul 2003, într-o zi din luna ianuarie a fiecărui an, se celebrează în Parohia „Sf. Anton” o slujbă comună încadrată în programul Săptămânii de rugăciune pentru unitatea creștinilor.
În ziua de 15 iunie 2004, la ora 17.30, în Parohia „Sf. Anton” din Iași au fost aduse în pelerinaj de la Parohia „Adormirea Maicii Domnului” relicva și bustul aurit al Sf. Anton de Padova, fiind întâmpinate în fața bisericii de pr. Iosif Comorașu, parohul comunității, precum și de un grup de preoți și credincioși.  Aceste relicve au sosit la biserică, însoțite de episcopii Petru Gherghel și Aurel Percă. Cu acest prilej, s-a celebrat liturghia de hram de către cei doi episcopi în prezența a numeroși preoți, persoane consacrate și mulți credincioși, catolici și ortodocși. S-a efectuat o procesiune cu bustul aurit și relicva Sf. Anton în piața din fața bisericii , piață care a fost denumită de către Primărie cu numele de Piața „Sf. Anton de Padova”. Relicvele și bustul au fost așezate apoi în biserică, unde au rămas până a doua zi, la aceeași oră.
În iunie 2008, în fața Bisericii „Sf. Anton de Padova”, a avut loc un spectacol experimental cuprins în proiectul socio‑cultural „Poveste din cartierul Alexandru”. Proiectul a fost finanțat în proporție de 90% de către Asociația „Renovabis” din Germania, diferența de bani fiind alocată de către Primăria municipiului Iași și Centrul Diecezan Caritas. Au avut loc repetiții cu public și reprezentații teatrale în aer liber, realizate de tineri beneficiari ai programelor sociale ale Caritas, în regia Vasilicăi Oncioaia. La 30 august 2009, în incinta parohiei, a fost inaugurată Librăria „Sfântul Anton de Padova”. La acest eveniment au participat reprezentanți ai principalelor edituri și librării creștine din Iași, diverse oficialități locale și numeroși credincioși din Iași. Lucrările de construcție au durat doi ani. În această librărie se vând cărți, reviste, alte materiale religioase, haine liturgice, obiecte religioase sau de cult. 
Printr-un decret episcopal, episcopul Petru Gherghel l-a transferat pe pr. Iosif Comorașu ca paroh la Parohia „Sfânta Cruce” din Bacău, începând cu 1 septembrie 2009. În locul său, a fost numit ca paroh la Parohia „Sfântul Anton” din Iași pr. Alois Farțadi, anterior paroh la Siret.  Noul paroh și-a luat în primire postul la 6 septembrie 2009. 

### Organizare
Parohia „Sf. Anton de Padova” din Iași are în păstorire pe credincioșii aflați în partea de nord-est a orașului, numărând la data inaugurării 944 de familii cu 2.932 de credincioși. În aria de jurisdicție a parohiei se aflau cartierele Alexandru cel Bun, Dacia, Canta, Păcurari și o parte din Copou, plus satul Valea Lupului.
Parohia a avut o filială în comuna Valea Lupului, unde se țineau slujbe în fiecare duminică la ora 09.00. Liturghiile s-au celebrat acolo mai întâi în diferite spații improvizate (școală, grădiniță etc.), iar în vara anului 2007 s-a reușit achiziționarea unei case care să folosească drept capelă. Pr. Alois Hârja a fost numit începând cu 1 septembrie 2007 administrator parohial, pentru Valea Lupului.  Capela "Sfântul Padre Pio" din Valea Lupului, filială a Parohiei "Sf. Anton" din Iași, a fost inaugurată și binecuvântată de episcopul Aurel Percă la 2 decembrie 2007.  Printr-un decret, episcopul Petru Gherghel a hotărât înființarea începând cu 1 ianuarie 2009 a Parohiei "Sfântul Pius de Pietrelcina" din Valea Lupului, iar ca paroh a fost numit pr. Alois Hîrja. Noii parohii i-au fost arondați credincioșii catolici din satele Bogonos, Larga Jijia, Lețcani, Movileni, Rediu și Uricani. 
Pe teritoriul Parohiei „Sf. Anton” funcționează două institute de viață consacrată și anume: 
- Societatea lui Isus (Iezuiții) - Casa „Xaverianum” din Iași (cu 5 membri: 2 preoți, 2 frați și 1 seminarist), aflată pe str. Frederic nr. 18
- Congregația „Mica Operă a Divinei Providențe” - Mănăstirea „Don Orione” (cu 4 membri), aflată pe Șoseaua Rediu Tătar nr. 23

În prezent, în Parohia „Sf. Anton” sunt celebrate liturghii în următoarele zile: duminica (la orele 09.00, 11.00 și 17.00), la sărbători (la orele 09.00 și 18.00), precum și în zilele obișnuite (la orele 07.00 și 18.00). Hramul Parohiei este sărbătoarea Sf. Anton de Padova, celebrată în fiecare an la data de 13 iunie, întotdeauna până acum în prezența a cel puțin unui episcop de Iași. De asemenea, frecvent au loc vizite arhierești în parohie.

## Descrierea bisericii
Biserica „Sfântul Anton de Padova” din Iași este construită din beton armat și cărămidă, fiind o clădire în stil modern, fără turle, cu o simplă cruce metalică pe acoperiș, deasupra altarului. Intrarea în biserică se poate face pe trei uși: una pentru preoți (prin sacristia aflată pe latura de vest) și două pentru enoriași (pe latura de sud și pe latura de est). Interiorul bisericii este împărțit în trei nave: una principală și două laterale.
În interiorul bisericii se află mai multe statuete și anume:
- statueta patronului bisericii, Sf. Anton de Padova, confecționată din fibră de sticlă de meșterul Cochior din Faraoani și având o înălțime de 1,60 m și o greutate de 20 kg. Ea a costat 2.000 lei, obținuți din contribuțiile credincioșilor. Statueta Sf. Anton a fost adusă în biserică la 9 noiembrie 2006, sfințirea ei având loc la 19 noiembrie 2006, în cadrul liturghiei duminicale prezidate de pr. Iosif Dorcu, decan de Iași, și la care au concelebrat pr. Iosif Comorașu, pr. Iosif Antili, pr. Iosif Iacob și pr. Marius Ciobanu. Ea a înlocuit o statuetă mai veche, care fusese deteriorată cu ocazia hramului din acel an. [12]
- statuetele Inimii Preasfinte a lui Isus și a Inimii Neprihănite a Mariei, confecționate din fibră de sticlă de același meșter Cochior din Faraoani și având o înălțime mai mare de 2 metri. Fiecare dintre ele a costat 2.000 lei, obținuți din contribuțiile credincioșilor. Cele două statuete au fost sfințite la 17 decembrie 2006, în cadrul liturghiei pontificale duminicale prezidate de episcopul Petru Gherghel și la care au concelebrat pr. Lucian Păuleț, secretar episcopal, și pr. Iosif Comorașu, parohul comunității. [13]

Dimensiunea domeniului parohial este de 3.655 m². În curtea bisericii se intră pe două porți: una pe colțul de vest (pe unde se face accesul auto, înspre casa parohială) și o alta pe latura de est. În afară de biserică, în curtea parohiei se mai află și alte construcții:
- o casă parohială cu etaj, amplasată în partea de nord-vest a curții, în apropiere de altar. În încăperile de la parter se află oficiile parohiale, iar la etaj sunt locuințele preoților și ale personalului administrativ.
- Librăria “Sfântul Anton de Padova” - clădire inaugurată la 30 august 2009 în apropiere de poarta dinspre altar

În apropiere de intrarea în biserică de pe latura de est s-a turnat fundația unei clopotnițe, care urma să aibă o înălțime de 45 metri. Construcția acesteia a fost sistată.

## Preoți
La această biserică au slujit următorii preoți-parohi: 
- pr. Iosif Comorașu (n. 16 septembrie 1959, Prăjești, județul Bacău - d. 25 martie 2018, Bacău, județul Bacău) - A absolvit Școala generală de 8 clase la Prăjești (1974), liceul (treapta I) la Bacău (1976), Școala de Cantori la Iași (1979) și Institutul Teologic din Iași (1986). A fost sfințit preot la 29 iunie 1986, la Iași, de către episcopul Ioan Robu. A activat ca vicar la Parohia "Sf. Nicolae" din Bacău (1 august 1986 - 1 aprilie 1990), vicar și administrator la Parohia "Adormirea Maicii Domnului" din Iași (1 septembrie 1990 - 13 iunie 1996), responsabil al Tipografiei "Presa Bună" din Iași (19 martie 1992 - 31 august 2009), paroh la Parohia "Sf. Anton" din Iași (13 iunie 1996 - 1 septembrie 2009) și la Parohia “Sf. Cruce” din Bacău (1 septembrie 2009 - 25 martie 2018).
- pr. Alois Farțadi (n. 2 august 1964, Faraoani, județul Bacău) - A absolvit Școala generală de 10 clase la Faraoani (1980), Liceul de Construcții - Secția Mecanică din Bacău (1982), Școala de Cantori la Iași (1985) și Institutul Teologic din Iași (1992). A fost sfințit preot la 28 iunie 1992, la Faraoani, de către episcopul Petru Gherghel. A activat ca vicar la Suceava (1 august 1992 - 1 august 1995) și Gura Humorului (1 august 1995 - 13 septembrie 1997), paroh la Vizantea (14 septembrie 1997 - 30 aprilie 2002), Siret (1 mai 2002 – 1 septembrie 2009), Parohia “Sf. Anton” din Iași (1 septembrie 2009 - 1 septembrie 2020), și la Pildești (1 septembrie 2020 - ).
- pr. Gabriel Bucur (n. 13 octombrie 1974, Roman, județul Neamț) - paroh la Parohia "Sf. Anton" din Iași (1 septembrie 2020 - ).

## Imagini

Biserica privită dinspre Fabrica de Ţigarete
Biserica şi casa parohială
Biserica, casa parohială şi Piaţa Sf. Anton de Padova
O altă imagine a bisericii